# Saladero Mariano Cabal
Saladero Mariano Cabal é uma comuna da Argentina localizada no departamento de Garay, província de Santa Fé. Está situada às margens do rio San Javier.